# Věžní čp. 61 (Prachatice)
Věžní čp. 61 je původně gotický, následně v 16. století renesančně přestavěný, měšťanský dům na rohu ulic Věžní a Křišťanova v Prachaticích. Fasádu zdobí směrem do Křišťanovy ulice bohatá pozdně renesanční iluzivní malovaná výzdoba, směrem do ulice Věžní pak renesanční psaníčková sgrafita. Dům je součástí městské památkové rezervace Prachatice. Od 3. května 1958 chráněná kulturní památka (již od roku 1950 chráněn v rámci MPR).

## Popis domu
Dvoupatrový nárožní dům na rohu ulic Věžní a Křišťanova. Čelní fasáda je obrácena do ulice Křišťanova, boční fasáda se vstupem do domu je obrácena do ulice Věžní. Průčelí do Křišťanovy ulice má tři okenní osy. V přízemí se nachází valeně zaklenutý vstup do obchodních prostor, vpravo od něj jsou dva výkladce stejného tvaru, všechny otvory v přízemí jsou rámované tmavě šedými pásy. Okna v prvním i druhém patře jsou jednoduchá dřevěná dvoukřídlá, dělená do šesti okenních tabulek. První a druhé podlaží je děleno profilovanou kordonovou římsou, která je zdobena malovaným páskem. Římsa odděluje původní atikové patro od prvního podlaží. Průčelí ukončuje nízká korunní římsa. Všechny okenní otvory na průčelí do Křišťanovy ulice mají malovanou ornamentální výzdobu.
Průčelí do Věžní ulice je rozděleno na dvě části, levá část předstupuje oblým nárožím před pravou polovinu. Vlevo je hlavní vstup do domu, vlevo od něj se nachází malé okno. V každém patře jsou tři okenní osy se třemi jednoduchými dřevěnými dvoukřídlými okny, nestejné velikosti, se zasklením členěným do šesti tabulek. Okno ve druhém patře zcela vlevo je osazeno v gotickém profilovaném kamenném ostění z prachatického dioritu. Průčelí do Věžní ulice je po celé ploše zdobeno psaníčkovým sgrafitem. Původní, dnes zazděné, okenní otvory rámují úzké páskové šambrány s jednoduchým ornamentálním motivem. Střecha domu je šikmá sedlová, krytá bobrovkami. Sklepy domu jsou gotické.

## Historie domu

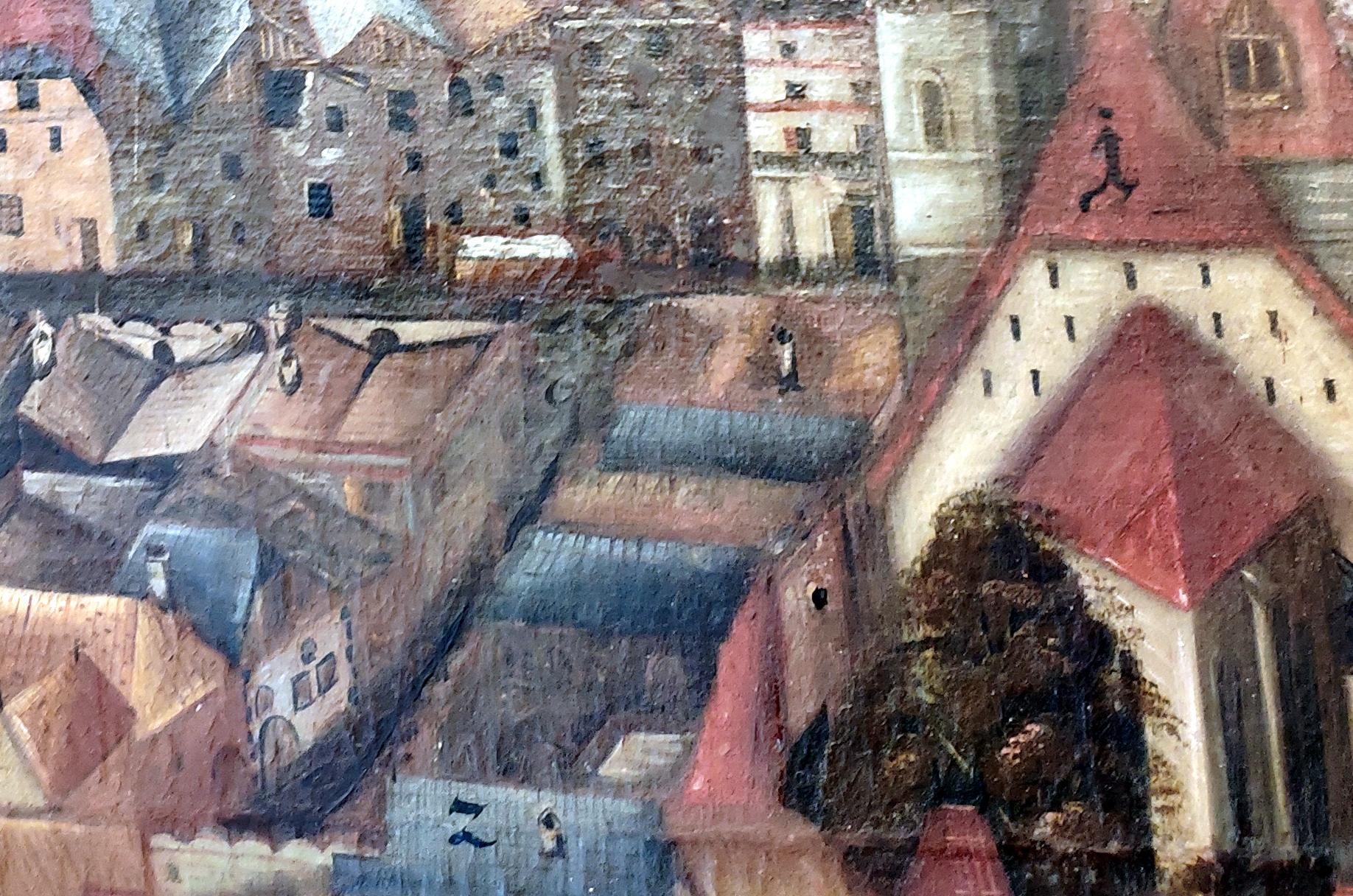
Podoba domu z roku 1670, pohled z Věžní ulice (dům vlevo uprostřed), zachycená na obraze Jidřicha de Verle.

Vznik domu lze předpokládat již na počátku 14. století. Dříve se dům nacházel v lukrativnější poloze, přímo na hlavním náměstí. V pol. 15. století bylo původní, téměř dvakrát větší, náměstí rozděleno novým blokem domů. Vznikla tak dnešní Křišťanova ulice. Jádro domu je gotické, dům prodělal ze stavebně-historického hlediska dlouhý a složitý vývoj již ve středověku, jak ukazuje vystupující zadní část objektu směrem do Věžní ulice. Ve 2. polovině 16. století byl dům přestavěn do renesanční podoby a fasádu pokryla sgrafita. Dům byl v renesanci ukončen rovnou atikou, za kterou byla skrytá dvoupultová, dovnitř vpadlá, střecha (jak ukazuje i vyobrazení domu z roku 1670 na obraze JIndřicha de Verle). V renesanci dosáhl dům nynějšího hmotového rozsahu. Někdy po roce 1580 dostala fasáda novou manýristickou ornamentální výzdobu. V roce 1832 dům vyhořel, fasáda byla upravena na klasicistní a změnil se i způsob zastřešení objektu. Kolem roku 1963 byla odkryta a restaurována renesanční sgrafitová výzdoba fasády do Věžní ulice. Ve 2. pol. 80. let 20. století byl dům kompletně rekonstruován pro potřeby prodejny knih, byla odkryta a rekonstruována pozdně renesanční malovaná výzdoba fasády směrem do Křišťanovy ulice. Při této rekonstrukci byl rovněž změněn tvar a velikost výkladců v přízemí.

## Popis malované a sgrafitové výzdoby domu
Plochu fasády směrem do Věžní ulice pokrývá v celé ploše jednoduché psaníčkové sgrafito. Dvojici původních, dnes zazděných, oken pak rámuje pásková šambrána s jednoduchým ornamentálním motivem. Sgrafita bylo odkryta, restaurována a částečně plošně rekonstruována někdy těsně před rokem 1963 (na Evidenčním listu kulturní památky v roce 1963 je na fotografii sgrafitová fasáda do Věžní již v současné podobě, průčelí do Křišťanovy ulice je zde stále ve stavu z 1. pol. 20. století). Původní dochované renesanční části sgrafita jsou od pozdějších doplňků dobře odlišitelné. Typologicky i složením je přírodní pískové sgrafito bez probarvení podobné sgrafitům na domě čp. 33. Rovněž psaníčka jsou téměř identická. Ornamenty kolem oken jsou pak podobné sgrafitové výzdobě Heydlova domu (čp. 29). Výzdoba domů čp. 29 a č.p. 33 vznikla kolem roku 1560 a můžeme tedy předpokládat stejnou domu vzniku sgrafit i u čp. 61.
Fasáda do Křišťanovy ulice je zdobena pozdně renesanční nástěnnou výmalbou. Malba napodobuje plastické architektonické prvky. Nároží v úrovni prvního a druhého patra zdobí mohutná nárožní malovaní bosáž s prostorovým efektem a maskarony. Okna zdobí šambrány s kanelovanými sloupky s korintskými hlavicemi, na kterých sedí překlad suprafenestry. Pod okny je namalován iluzivní parapet. Okna druhého, původně atikového, patra mají jednodušší orámování s trojúhelníkovým frontonem nad okny. Mezi přízemí a prvním patrem je vlevo vyobrazen v drobném kruhovém odkryvu kohout nebo slepice.

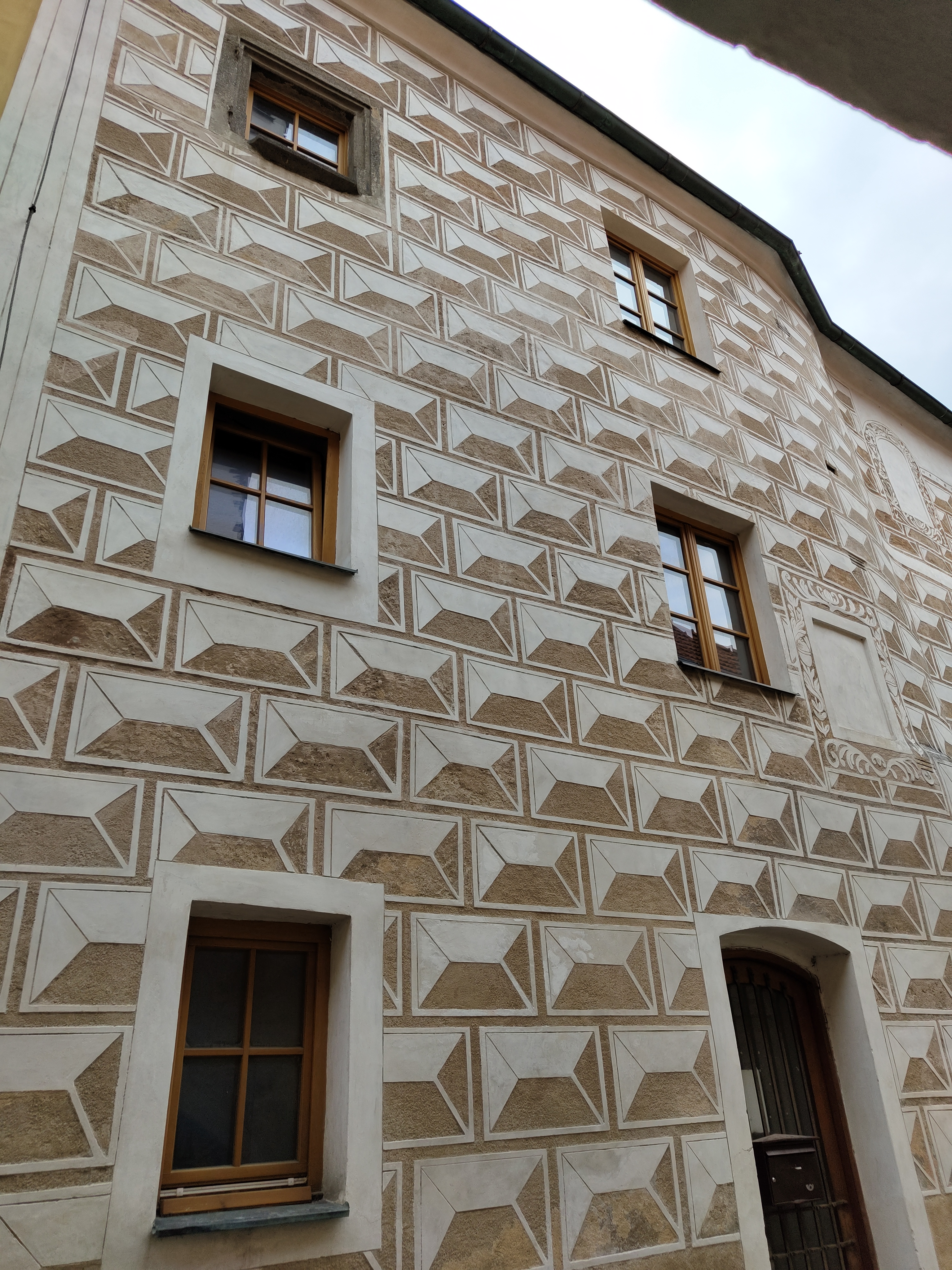
Věžní č.p. 61, pohled na fasádu z Věžní ulice
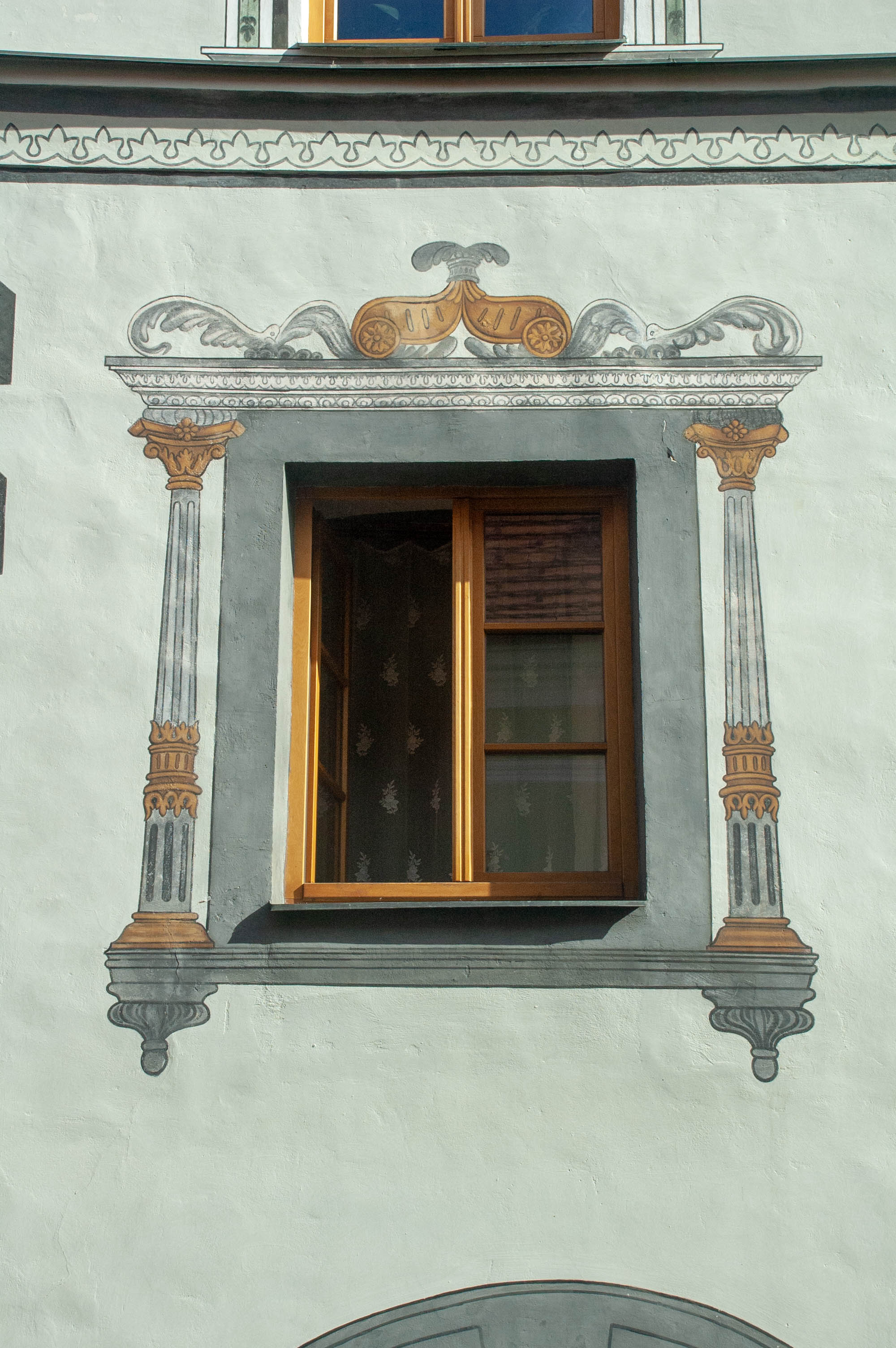
Věžní č.p. 61, Detail výzdoby okna 1. patra směrem do Křišťanovi ulice
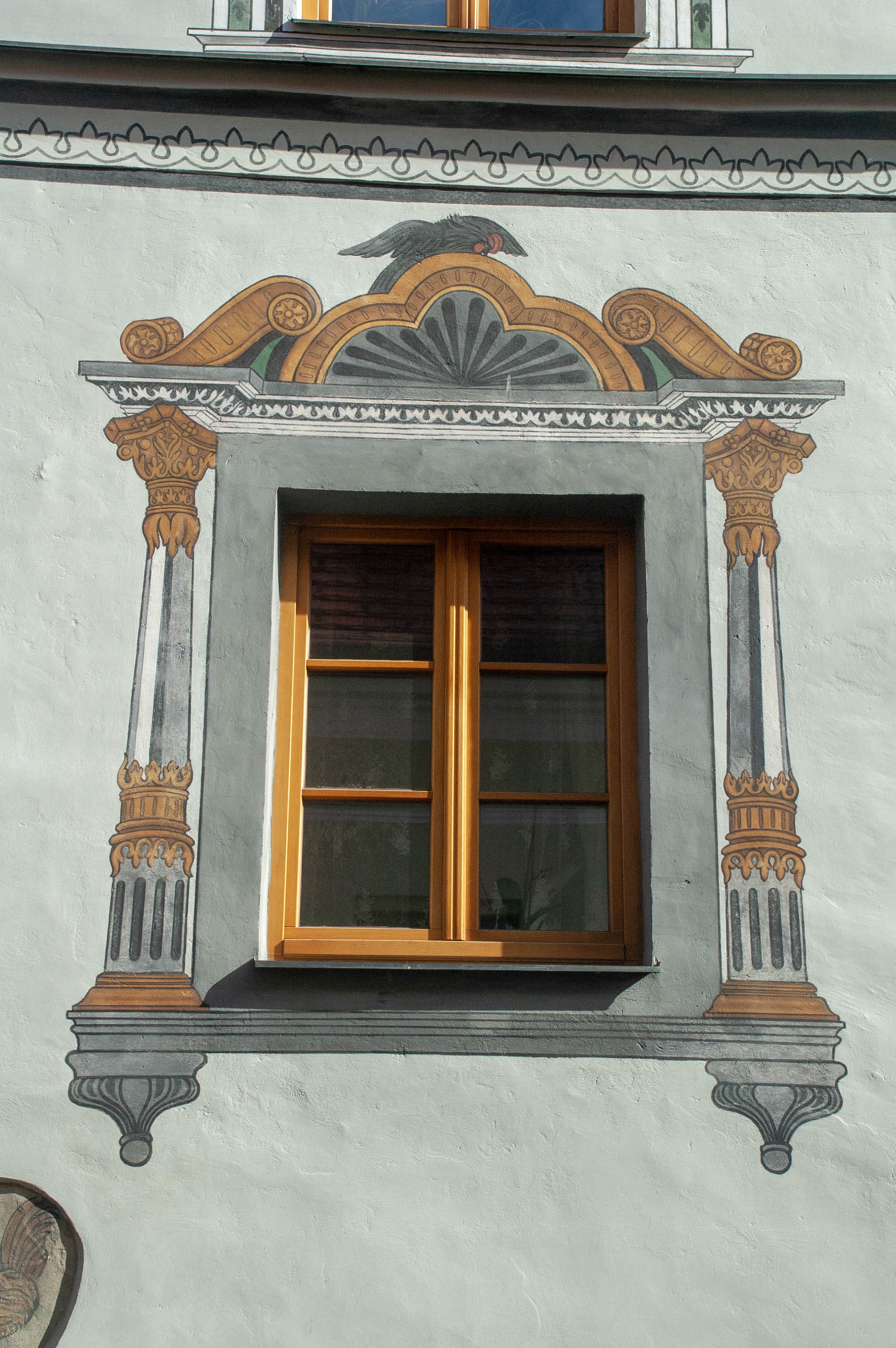
Věžní č.p. 61, Detail výzdoby okna 1. patra směrem do Křišťanovi ulice
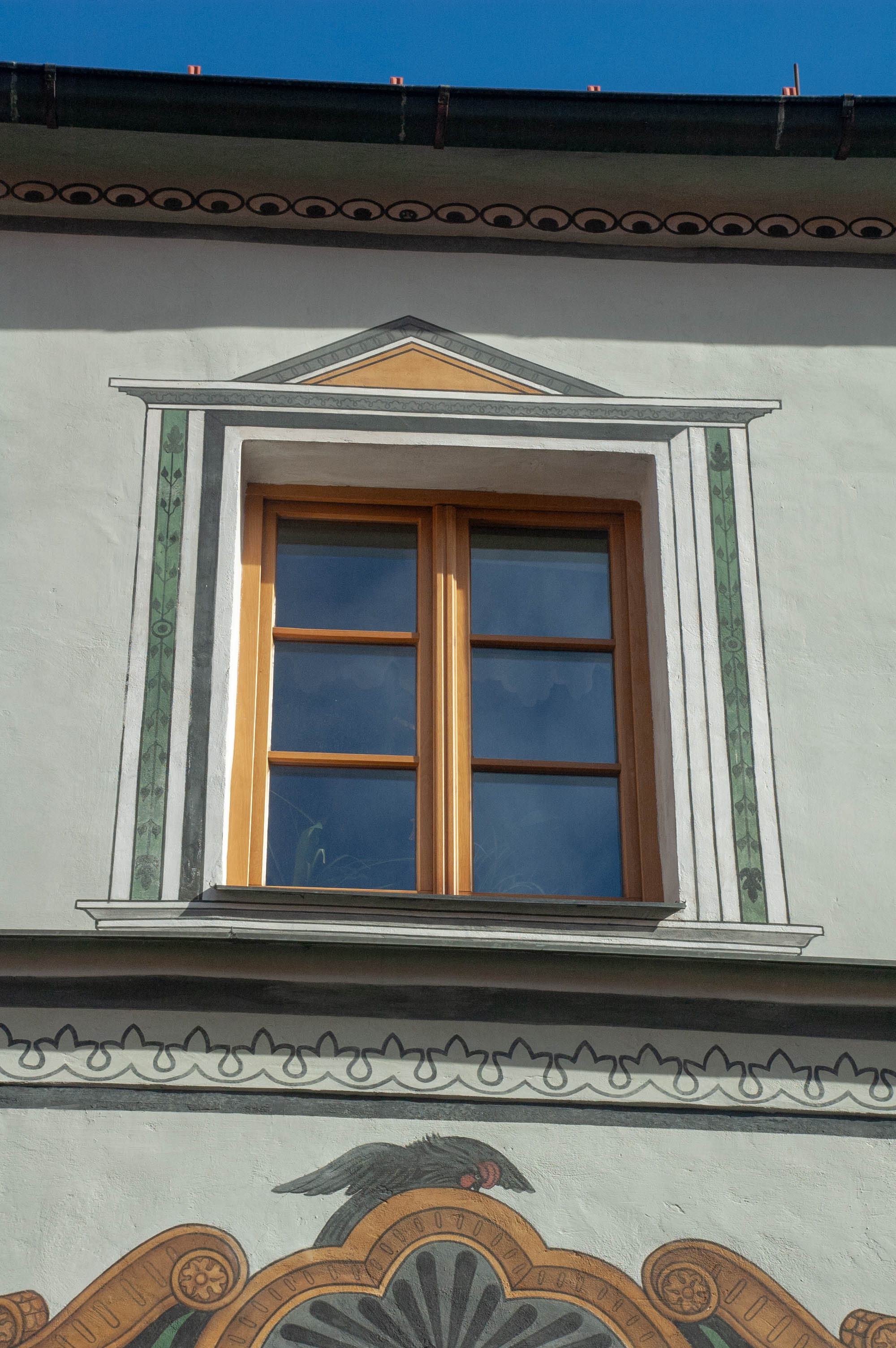
Věžní č.p. 61, Detail výzdoby okna 2. patra směrem do Křišťanovi ulice
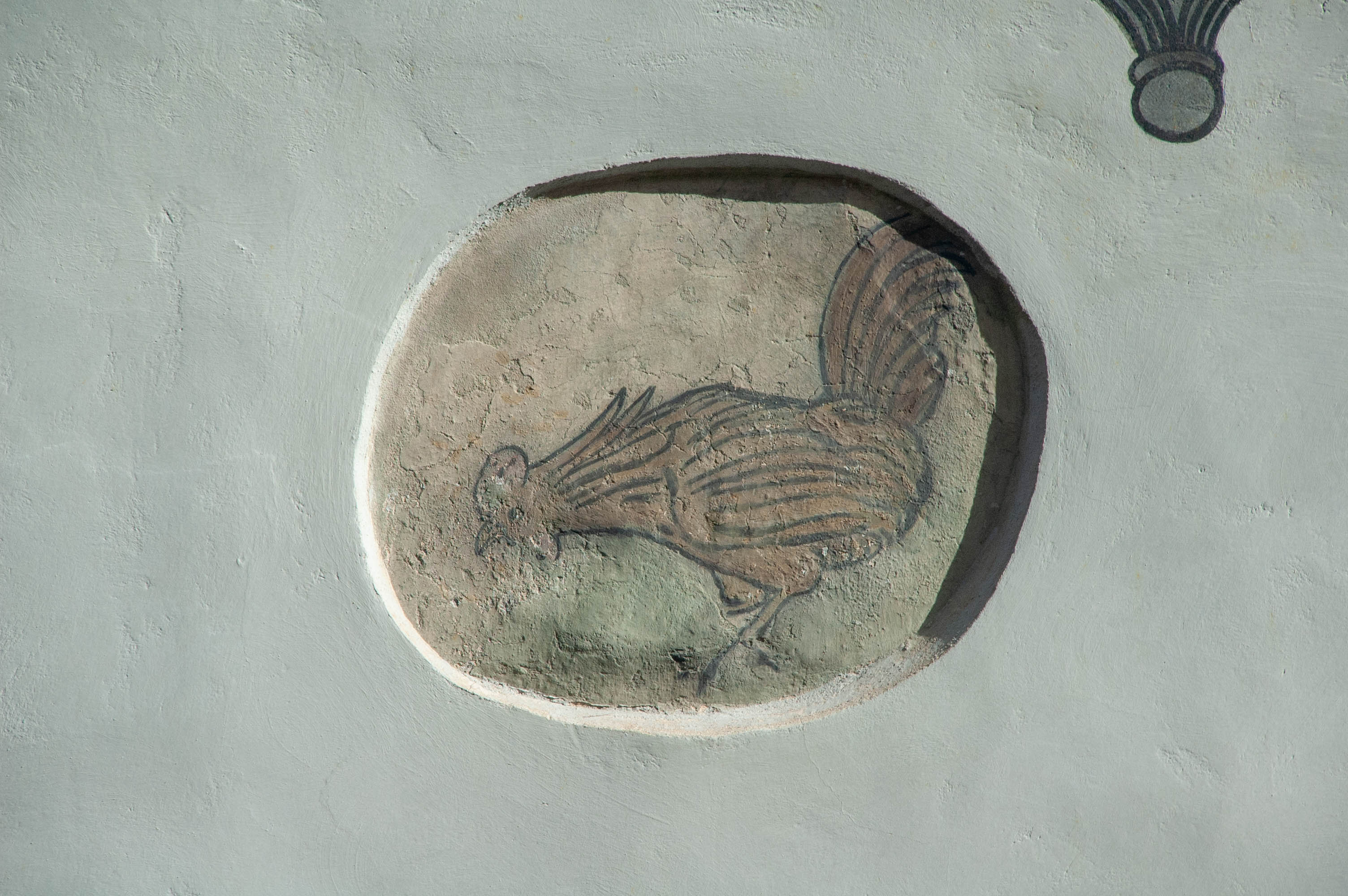
Věžní č.p. 61, Kohout nebo slepice
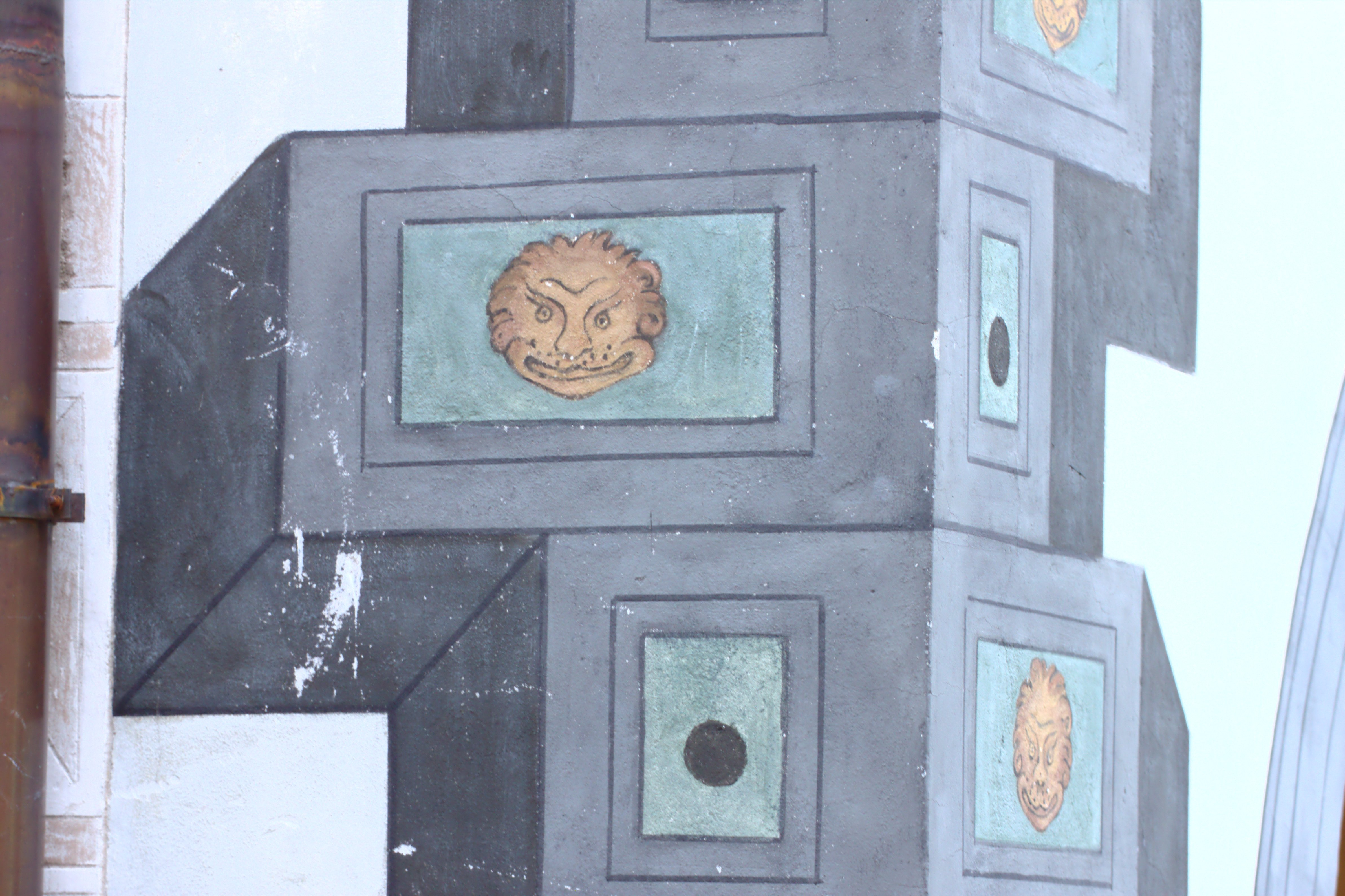
Věžní č.p. 61, detail malované nárožní bozáže
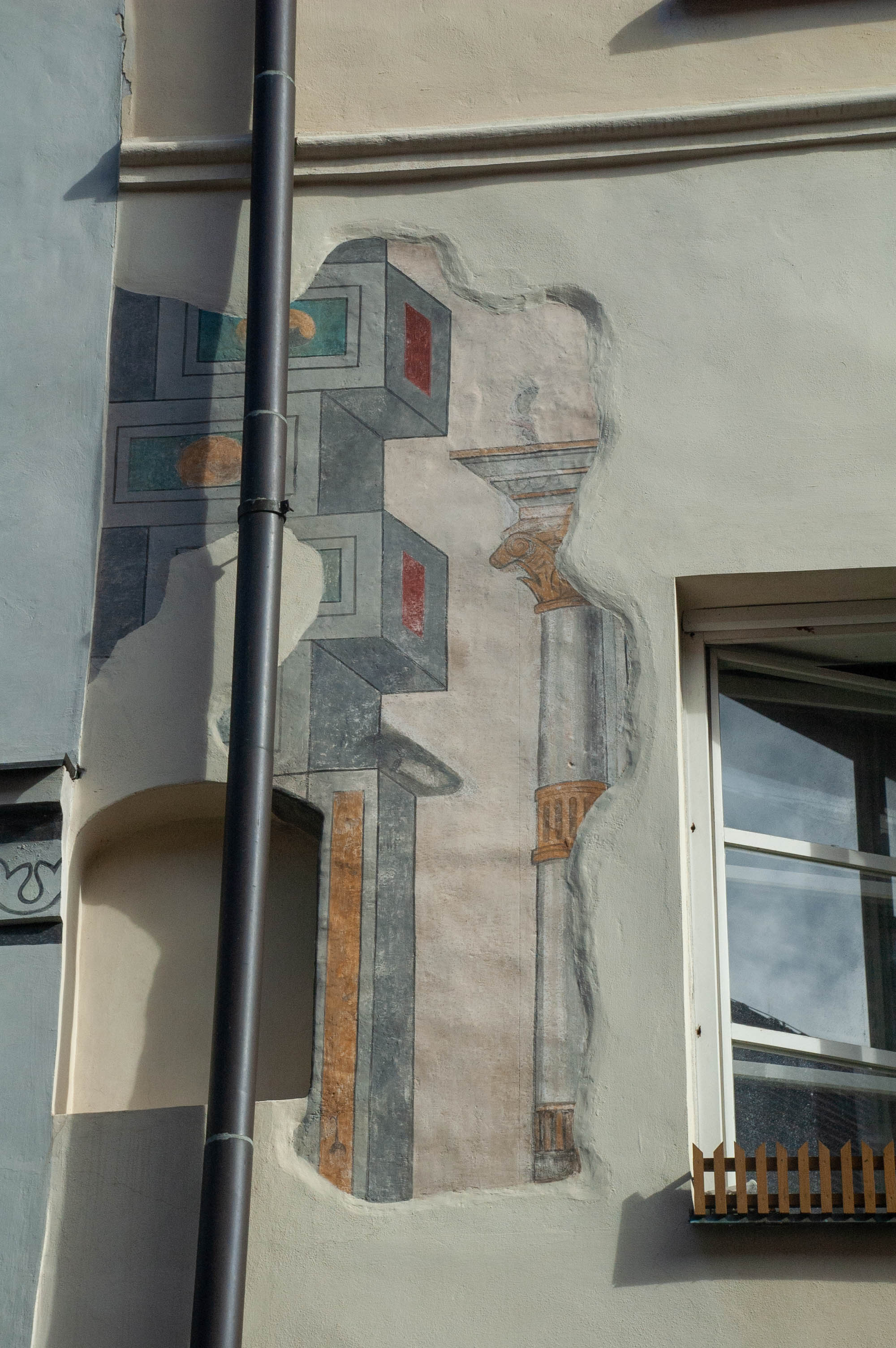
Detail výzdoby sousedního domu Křišťanova č.p. 62
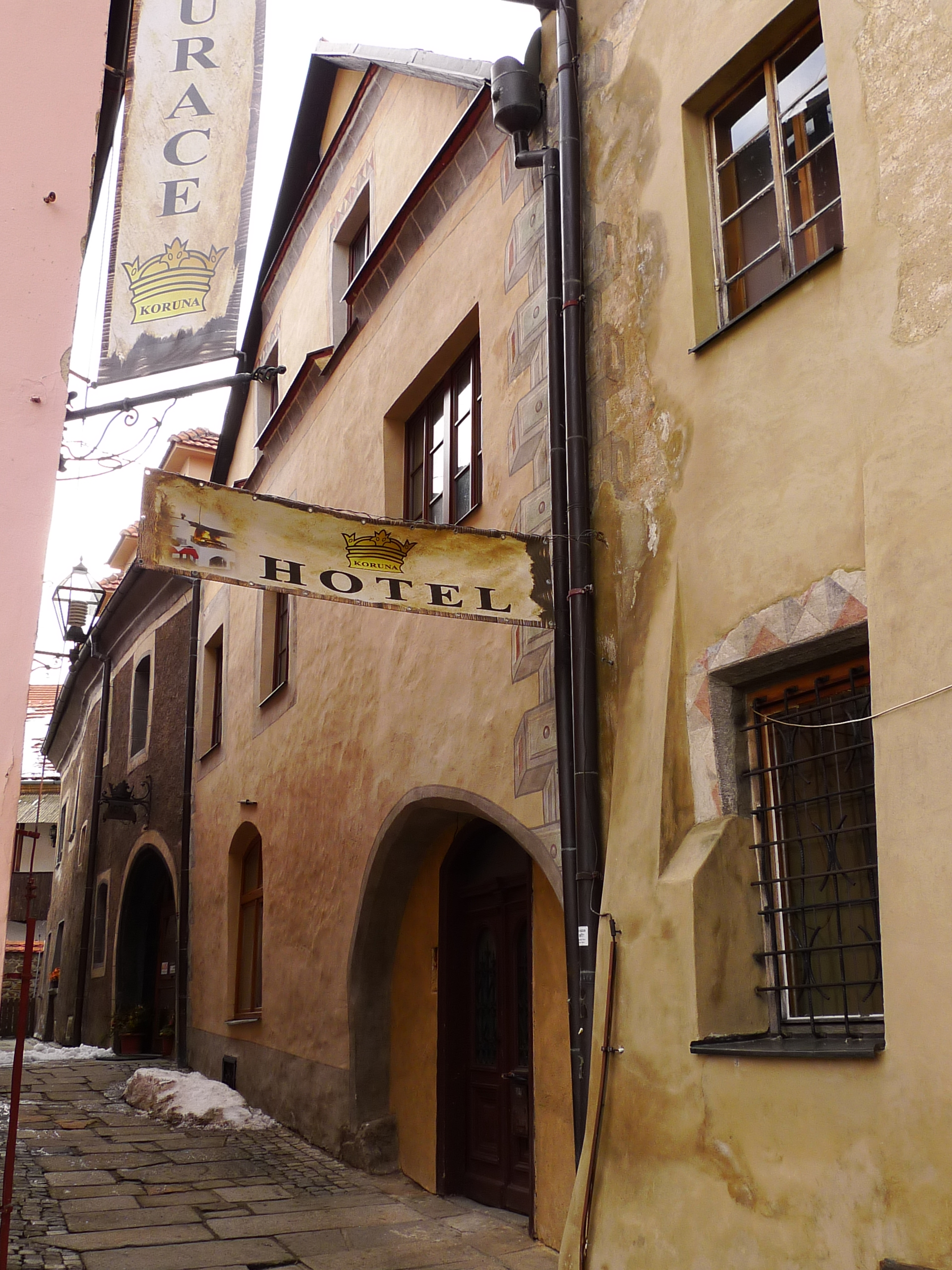
Malovaná výzdoba domů Velké náměstí č.p. 49 a č.p. 50

Manýristická výzdoba fasády směrem do Křišťanovy ulice byla odkryta a restaurována někdy ve 2. pol. 80. let 20. století. Při restaurátorském průzkumu byla zjištěna původní pozdně renesanční malovaná výzdoba fasády (restaurátorská zpráva bohužel není k nalezení). Vzhledem ke stavu originální vrstvy bylo rozhodnuto o prezentaci tohoto nálezu v nově provedené napodobivé rekonstrukci na nově natažené omítce, která tak zakrývá a konzervuje originální původní pozdně renesanční vrstvu. Z této původní vrstvy je na fasádě prezentován pouze výše zmiňovaný kohout (nebo slepice). Na počátku 90. let 20. století byla nalezena obdobná výzdoba i na sousedním domě čp. 62, kde byla ale vzhledem k menšímu rozsahu nálezu použita analytická metoda prezentace formou konzervace a prezentace dochovaných originálních zbytků výzdoby. Obdobnou fasádu, byť o něco starší a méně honosnou mají i dva domy v rohu Velkého náměstí, čp. 49, která je zachována téměř v intaktní podobě a sousední č.p. 50, která je dochována pouze ve fragmentech. Vzhledem k charakteru výzdoby lze vznik dekorativní výmalby fasády domu čp. 61 směrem do Křišťanovy ulice orientačně datovat do doby po roce 1580. Slohovým charakterem se blíží malbám na domu Lederhaus v Ravensburgu, které jsou datovány do roku 1574 nebo malbám na hostinci Gasthaus Zum Stern, Kirchweg 6, v Tyrolské obci Oetz z roku 1573.Obdobné kanelované sloupky s korintskými hlavicemi má také měšťanský dům na Masarykově náměstí č.p. 1196 v Jihlavě.